# Židovka
Židovka – potok wypływający z południowo-zachodniej strony Gór Stołowych na obszarze Polski. Kończy swój bieg w rzece Metuji, która jest dopływem Łaby.
Potok bierze swój początek ze źródeł u podnóża Ptasiej Góry, która znajduje się na rozległej wierzchowinie stoliwa Skalniaka i płynie w kierunku wsi Ostra Góra głęboką doliną. Dolina ma miejscami 
charakter wąwozu, następnie przecina granicę polsko-czeską. Jednym z dopływów Židovki jest rzeka Piekło, której źródła są położone na północno-zachodnim skłonie Szczelińca Małego. Powierzchnia zlewni Židowki i jej dopływów wynosi na terytorium Polski 8,8 km².